# Líber Vespa
Líber Vespa (Montevideo, 18 de octubre de 1971-25 de julio de 2018) fue un futbolista uruguayo de larga trayectoria en Uruguay y Argentina. Entre otros clubes defendió la camiseta de Cerro, donde hiciera sus primeros pasos en inferiores para llegar, en los años 90, a ser el capitán del equipo en 1.ª división, y Wanderers en Uruguay, Rosario Central y Argentinos Juniors en Argentina. Fue mediocampista de la selección uruguaya de fútbol. Se desempeñó como gerente deportivo y últimamente como director técnico.

## Trayectoria
Comenzó su desempeño futbolístico en las divisiones formativas del Club Atlético Cerro de Montevideo, Uruguay, donde llegó a ser capitán del primer equipo con destacada labor desde 1991 hasta 1994. Posteriormente, es adquirido por la institución Argentinos Juniors de Argentina, donde jugo desde 1995 hasta 1998. En ese año, pasa a jugar en Rosario Central, por el período 1998-2002. Tras este pasaje, se desempeñó en Arsenal de Sarandí (Argentina) 2002-2003 y Huracán del mismo país en 2003 y 2004.
En 2004, regresa a su país natal, para volver al equipo que lo vio nacer, Cerro. Su retiro se dio vistiendo la camiseta del Montevideo Wanderers (2005-2006).
| Periodo   | Club                 | País      | PJ / G  |
| --------- | -------------------- | --------- | ------- |
| 1991-1994 | C A Cerro            | Uruguay   |         |
| 1995-1998 | Argentinos Juniors   | Argentina | 59 / 11 |
| 1998-2002 | Rosario Central      | Argentina | 68 / 8  |
| 2002-2003 | Arsenal de Sarandí   | Argentina | 27 / 0  |
| 2003-2004 | Huracán              | Argentina | 25 / 2  |
| 2004      | C A Cerro            | Uruguay   | 12 / 1  |
| 2005-2006 | Montevideo Wanderers | Uruguay   | 26 / 1  |

## Selección nacional
A nivel de selecciones nacionales, vistió la camiseta de Uruguay en la selección mayor entre 1997 y 1999.
En 1999, obtuvo con la selección uruguaya de fútbol el 2.º puesto en la Copa América de Selecciones.
| Copa              | Sede     | Resultado  | Partidos | Goles |
| ----------------- | -------- | ---------- | -------- | ----- |
| Copa América 1999 | Paraguay | Subcampeón | 4        | 0     |

## Dirección técnica
En 2010, asume la dirección técnica de las divisiones formativas (3.º y 4.º) del Club Atlético Cerro, con su título de entrenador en el curso de la ACJ de Montevideo. En 2011 obtiene el segundo lugar dirigiendo a la 3.ª división del Club Atlético Cerro en el Torneo Apertura. También fue Gerente Deportivo de esa institución. Forma parte de la primera generación del Curso de Gerencia Deportiva oficial de AUDEF 2013. Luego de Cerro es contratado como gerente deportivo del Club Atlético Torque, para en el año 2013 asumir como ayudante técnico de Arruabarrena, en el Club Nacional de Football.
Finalizada la conducción de Arruabarrena en Nacional, el 1 de febrero de 2014 es contratado por el Club Social y Deportivo Villa Española, como entrenador principal.
El 27 de abril de 2014, el Club Social y Deportivo Villa Española, bajo la dirección técnica de Liber Vespa, se consagró campeón de la Segunda División Amateur del fútbol uruguayo, logrando el ascenso a la Segunda División Profesional para la temporada 2014-2015. Previamente, el entrenador había logrado los títulos de la Liguilla y la tabla anual.
| Periodo              | Club           | País     |
| -------------------- | -------------- | -------- |
| 2013 (Ayudante)      | Nacional       | Uruguay  |
| 2014-2015            | Villa Española | Uruguay  |
| 2017-2018 (Ayudante) | Deportivo Cali | Colombia |

| Título             | Año     | Club           | País    |
| ------------------ | ------- | -------------- | ------- |
| Segunda División B | 2013-14 | Villa Española | Uruguay |

## Muerte
Murió el 25 de julio de 2018, a los 46 años, en una clínica de Montevideo, tras sufrir un aneurisma.